# Amsterdam huilt (waar het eens heeft gelachen)
Amsterdam huilt (waar het eens heeft gelachen) is een lied geschreven door Kees Manders en voornamelijk gezongen door Rika Jansen, beter bekend als Zwarte Riek. Het was te horen in haar One-Womanshow Tour-de chant, ten gehore gebracht in het Rembrandttheater, Amsterdam-Centrum.   

## Lied
Zwarte Riek was tot 1974 voornamelijk bekend vanwege haar vrolijke liedjes. Daar kwam toen (bijna eenmalig) verandering in. Het nummer gaat over een veranderd Amsterdam met als snijpunt de Tweede Wereldoorlog. Voor die oorlog kende Amsterdam een grote Joodse gemeenschap, die als gevolg van Jodenhaat en de Holocaust bijna geheel verdwenen was. De tekst begint met dat haar vader een fotoboek van voor 1940 tevoorschijn haalt waarin beelden van de vrolijke (“humor en gein”) Jodenhoek met haar Weesperstraat worden aangehaald. Het bijbehorende leven komt tot leven middels de regel "Soms riep d’r nog een in het late uur: Ik heb mooie olijven en uitjes in het zuur". Andere Joodse begrippen komen ook aan bod: Sjabbat, Channeke, mazzel (geluk), brooche (zegen) en misjpooche (gezelligheid).
Manders gaf het lied de vorm van een een chazan (= een Joodse voorzanger) met klezmerachtige muziek, maar je hoort er ook Jiddische marktkooplieden in.
Het nummer met begeleiding door het orkest van Ger Daalhuizen werd een soort evergreen. Het werd in 1964 én 1965 op single uitgebracht, maar geen grote hit. Schrijver en vertolker hadden ook liever niet gezien dat het middels jukeboxen in de horeca te horen was. In de jaren zestig was de thematiek nog te zwaar. Wel bleef de titel hangen en gebruikt wanneer er weer iets “verschrikkelijks” in de stad was gebeurd. Overigens kon niet iedereen Amsterdam huilt meteen waarderen; het kreeg destijds meerdere matige recensies en Annemarie Oster zong er in 1967 zelfs een parodie op; ze vond het origineel getuigen van vrijblijvend gedoe over de joden.
Amsterdam huilt was des te opvallender omdat Rika Jansen geen Joodse achtergrond had. Wel maakte ze de ellendige toestanden mee; haar moeder werd opgepakt omdat ze onderduikers had; haar vader zat zelf ondergedoken. Ze zag natuurlijk wel de razzia's en gevolgen daarvan, alhoewel ze nooit in de Jodenbuurt heeft gewoond, wel in de Jordaan.

## 2024
In 2024 was er weer aandacht voor het lied. In dat jaar werd het door een jury gekozen als één van de tien beste liedjes geschreven en gezongen over Amsterdam. De “wedstrijd” was uitgeschreven in het kader van Amsterdam 750 jaar. Juryvoorzitter wethouder Touria Meliani en juryleden Orville Breeveld (namens medeorganisator Concertgebouw, Peter van Brummelen (namens medeorganisator Het Parool), Joris Nassenstein (Concertgebouw), en Elmer moesten daarbij kiezen uit 125 liedjes. Op 29 januari 2025 is het mooiste Amsterdamse lied gekozen. Het lied Aan de Amsterdamse grachten werd deze dag verkozen tot het mooiste lied over Amsterdam. Het lied won met een ruime voorsprong een poll van Het Concertgebouw en Het Parool. Daarin werden 4500 stemmen uitgebracht. Meer dan een kwart, 28 procent, ging naar Aan de Amsterdamse grachten.